# Tursaansydän

Variaciones del tursaansydän.

El tursaansydän (finés: "corazón de Tursas") o mursunsydän ("el corazón de la morsa") es un símbolo antiguo usado en Europa del Norte, especialmente en la provincia de Laponia, probablemente usado en tambores chamanes. El símbolo proviene de tiempos prehistóricos e incorpora una cruz gamada.
El tursaansydän es un símbolo de buena suerte y ahuyentador de maldiciones, y fue usado como un motivo decorativo en muebles de madera y edificios en Finlandia. Durante el siglo XVIII la esvástica simple se hizo más popular en la decoración en madera de Finlandia que el tursaansydän complejo.
Se ha especulado que el tursaansydän representa al martillo rotativo y volador del dios del trueno Ukko (en Finlandia) o Thor (en Escandinavia). También es posible que la imagen sea una esfera luminosa, al igual que en las creencias eslavas. Otra teoría es que sea una representación del corazón del dios Tursas o de una morsa. El símbolo probablemente ha tenido muchos significados a través del tiempo.